# Anthreptes rubritorques
Beija-flor-de-colar-vermelho ou nectarínia-cintada (Anthreptes rubritorques) é uma espécie de ave da família Nectariniidae.
É endémica da Tanzânia.
Os seus habitats naturais são: florestas subtropicais ou tropicais húmidas de baixa altitude, regiões subtropicais ou tropicais húmidas de alta altitude, plantações e jardins rurais.
Está ameaçada por perda de habitat.